# Masataka Shimizu
Masataka Shimizu (jap. 清水 正孝, Shimizu Masataka; * 23. Juni 1944 in der Präfektur Kanagawa) ist ein japanischer Manager und war von 2008 bis 2011 Präsident (torishimariyaku shachō) des Energieunternehmens Tōkyō Denryoku (TEPCO) und einer der Vizepräsidenten des japanischen Wirtschafts- und Arbeitgeberverbandes Nippon Keidanren.
Vor seiner Ernennung zum Präsidenten von TEPCO als Nachfolger von Tsunehisa Katsumata war Shimizu seit 1968 in unterschiedlichen Position für das Unternehmen tätig, zuletzt seit 2004 als Geschäftsführer und seit 2006 als Vizepräsident. Als Präsident leitete er die erste Kapitalerhöhung des Unternehmens durch Ausgabe neuer Aktien seit 29 Jahren ein. Dadurch werde das Unternehmen in die Lage versetzt, in Kernenergie und andere Maßnahmen zur Senkung des CO2-Ausstoßes zu investieren und sich an ausländischen Energieversorgungsprojekten zu beteiligen.
Im Juli 2010 wurde Shimizu in den Verwaltungsrat der World Association of Nuclear Operators (WANO) gewählt.
Als sein persönliches Lebensmotto und Bestandteil seiner Managementphilosophie bezeichnet Shimizu kankyakka (看脚下), einen bekannten Ausdruck aus dem Zen-Buddhismus, die etwa „achte auf das, was unter Deinen Füßen ist“ bedeutet.
Nach einer Pressekonferenz vom 13. März 2011, zwei Tage nach Beginn der Unfallserie im Kernkraftwerk Fukushima I, wurde Masataka Shimizu eine Zeitlang nicht mehr in der Öffentlichkeit gesehen; seine Abwesenheit wurde mit Krankheit begründet. Wegen der Störfälle und den damit verbundenen Milliardenverlusten von TEPCO wurde von verschiedenen Seiten der Rücktritt Shimizus gefordert. Nach einmonatiger Abwesenheit von der Öffentlichkeit besuchte Shimizu am 11. April 2011 das Verwaltungsgebäude der Präfektur Fukushima. Der Gouverneur der Präfektur Yūhei Satō lehnte eine Begegnung mit ihm ab. Später wurde bekannt, dass die japanische Regierung ihm einen Platz in einer Militärmaschine verweigerte, mit der er am 11. März 2011, unmittelbar nach dem Störfall, in das Hauptquartier des Krisenmanagements reisen wollte. Sein verspätetes Eintreffen am nächsten Tag wird von Experten für das zögerliche Krisenmanagement des Konzerns mit verantwortlich gemacht. Am 20. Mai 2011 gab Shimizu bekannt, im Zuge der Atomkatastrophe von Fukushima zum 28. Juni zurückzutreten.
Im Juni 2012 trat Shimizu als externes Mitglied in den Vorstand der Fuji Oil Company ein. Tepco ist der größte Aktionär der Muttergesellschaft von Fuji Oil, Shimizus neue Anstellung wurde in der japanischen Öffentlichkeit als Goldener Fallschirm stark kritisiert.